# Nèstor de Maguidos
Nèstor de Maguidos (? - † 250) fou un sant, màrtir i bisbe de Maguidos, ciutat de Pamfília (l'actual Turquia). El seu coratge i autoritat foren de ressò durant el seu judici davant el magistrat de l'Imperi Romà, qui l'arrestà en temps de l'emperador Deci, i el sentencià a la crucifixió el governador Pol·li o Epoli de Lícia, després de rebutjar fer sacrificis als déus pagans.